# Sinoa
Malgaški Kinezi ili Sinoa, jedna od malgaških etničkih manjina, broje 51 000 pripadnika. Oni su brojem mala, ali vrlo utjecajna zajednica na Madagaskaru. Potječu od bivših kineskih radnika, koji su došli raditi na Madagaskar početkom 20. stoljeća. Uz materinski kineski govore i malgaškim makrojezikom, i to brojnim inačicama ovisno o kraju u kojem žive.

## Povijest
Prvi kineski doseljenik na Madagaskar naselio se u Toamasini 1862. godine, gdje je otvorio prodavaonicu i kasnije se oženio za lokalnu stanovnicu. Prvi veći kontingent od 500 radnika došao je Toamasinu 1896. Iduće godine 3 000 kineskih radnika stiglo je na Madagaskar na inicijativu francuskog guvernera Josepha Gallienija na rad na izgradnji željezničke pruge Toamasina-Antananarivo. Oni su imali ugovore, u kojima je bila klauzula da se po isteku radova moraju vratiti u Kinu. Dobar dio njih se razbolio na izgradnji željezničke pruge, a dobar dio pomro na povratku brodom za Kinu. Tako je nakon završetka gradnje pruge 1904. godine na otoku ostalo samo 452 Sinoa. Od te male kolonije već godine 1911. broj je narastao na 649, a to je tada bilo 3% stranog stanovništva u tadašnjoj zemlji od 3 200 000 ljudi. Po službenoj statistici tadašnjih francuskih kolonijalnih vlasti 1957. godine na Madagaskaru je živjelo 7 349 Sinoa, u 48 distrikta (od tadašnjih 58). Do 2006. taj broj je narastao na oko 40 000, a od toga su njih 30 000 izvorni iseljenici i njihovi potomci. Oko 10 000 su novi doseljenici iz Narodne Republike Kine i stotinjak iz Tajvana. 
Danas se većina Sinoa na Madagaskaru bavi trgovinom. Oni su 1990. godine nadzirali 50% ukupnog prometa alkoholnih pića i odjeće, do sredine 2000-ih njihov udio u prodaji alkoholnih pića pao je na jednu petinu dok je u prometu odjeće narastao na 90%. Manji dio njih rade kao slastičari, i drže oko 10% prometa na otoku.

## Geografska rasprostranjenost
Polovina Sinoa živi u Toamasini i Antananarivu, a jedna osmina u Regiji Diani. Ostatak živi po drugim regijama. 

## Vanjske poveznice
- Udruga kineskih trgovaca i poduzetnika s Madagaskara  Arhivirana inačica izvorne stranice od 18. veljače 2012. (Wayback Machine)
- Fotografije kineske četvrti u Antananarivu  Arhivirana inačica izvorne stranice od 13. ožujka 2016. (Wayback Machine)